# The Corinthian (Manhattan)
The Corinthian es un edificio de apartamentos de 58 pisos y 166 m de altura. Fue el edificio de apartamentos más grande de Nueva York cuando abrió sus puertas en 1988.

## Diseño
Fue diseñado por el Der Scutt, arquitecto de diseño, y Michael Schimenti. Su estriadas torres con ventanas mirador son inusuales en comparación con la tradicional forma cuadrada de los edificios en la ciudad, y que se asemeja a Marina City y Lake Point Tower en Chicago. El edificio incorpora una parte de la antigua East Side Airlines Terminal diseñada por John B. Peterkin y que abrió sus puertas en 1953.

## Descripción
Sus 102 190 m² lo convierten en el mayor proyecto de Bernard Spitzer. Ocupa aproximadamente dos tercios de un bloque de la ciudad, entre la Primera Avenida y la Calle Entrance Tunnel y entre las Calles Este 37 y 38, y ofrece vistas a la entrada a Manhattan del Túnel Queens Midtown. Tiene un total de 863 apartamentos, 11 610 m² de espacio comercial en los tres primeros pisos, 4460 m² de garaje y azotea.
En la entrada al edificio se encuentra una cascada semicircular y una escultura de bronce de  Aristides Demetrios llamada "Peirene." Su vestíbulo mide 27 m de largo por 9 m de alto.